# Raimon Obiols i Germà

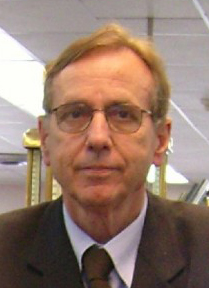
Raimon Obiols

Raimon Obiols i Germà (* 5. August 1940, Barcelona) ist ein spanischer Politiker der katalanischen sozialdemokratischen Partei PSC (einer Schwesterpartei der PSOE) und Mitglied des Europäischen Parlaments.
Nach einem Studium der Geologie war Obiols i Germà 1978 einer der Mitbegründer der PSC. 1983 bis 1996 war er deren Erster Sekretär, danach bis 2000 Parteivorsitzender. Seit 1979 ist er zudem Mitglied des Parteivorstands der PSOE und war dort 1994 bis 2000 für internationale Beziehungen zuständig. 1999 bis 2000 war Obiols i Germà stellvertretender Vorsitzender der Sozialdemokratischen Partei Europas (SPE).
Obiols i Germà war 1977 bis 1984 Abgeordneter im spanischen Parlament, danach bis 1999 im Regionalparlament von Katalonien sowie seit der Europawahl 1999 im Europäischen Parlament. Hier war er bis 2004 stellvertretender Vorsitzender der SPE-Fraktion. Außerdem war er Mitglied im Ausschuss für auswärtige Angelegenheiten und Vorsitzender der Delegation für die Beziehungen zu den Ländern des Maghreb (1999–2002) und für die Beziehungen zu den Ländern Mittelamerikas (seit 2002). 2004 war er vorübergehend stellvertretender Vorsitzender des Europäischen Parlaments.